# Deutsche Leichtathletik-Meisterschaften 2020
Die 120. Deutschen Leichtathletik-Meisterschaften fanden am 8. und 9. August 2020 im Braunschweiger Eintracht-Stadion statt. Ursprünglich sollten sie an diesem Ort bereits am 6. und 7. Juni 2020 ausgetragen werden. Dies wäre der früheste Termin der Deutschen Leichtathletik-Meisterschaften im Jahresverlauf gewesen, den es jemals gegeben hätte. Deshalb konnten die erforderlichen Qualifikationsnormen auch bereits im Jahr 2019 erbracht werden.
Die ursprünglich geplante frühe Austragung war darin begründet, dass 2020 gleich zwei große internationale Veranstaltungen stattfinden sollten: (1) die Olympischen Spiele (Tokio, 31. Juli bis 9. August) und (2) die Europameisterschaften (Paris, 26. bis 30. August). Auch wollte man die Veranstaltung wegen der Fernsehübertragungen nicht parallel zur Fußball-EM (12. Juni bis 12. Juli) stattfinden lassen.

## COVID-19-Problematik
Lange Zeit war jedoch wegen der COVID-19-Pandemie unklar, ob es überhaupt möglich sein würde, im Jahr 2020 Wettbewerbe durchzuführen. Nach großen Bemühungen des Veranstalters zur Erstellung eines Konzepts, in dem die Covid-19-Problematik angemessen berücksichtigt und den gesetzlichen Regelungen dazu Rechnung getragen wurde, konnte die Hauptveranstaltung der Deutschen Meisterschaften schließlich am 8. und 9. August stattfinden. An den beiden Tagen wurden 34 Entscheidungen mit 477 Athletinnen und Athleten aus allen Landesverbänden und Bundesländern ausgetragen. Diese Zahlen sind kaum geringer als in den Jahren zuvor.
Ursprünglich war geplant, zum Auftakt der Wettkämpfe bereits am Donnerstag, dem 4. Juni, die Meistertitel im Stabhochsprung zu vergeben, dies allerdings nicht im Stadion, sondern auf einer transportablen Anlage in der Braunschweiger Innenstadt. Eine derartige Auslagerung hatte es bereits bei vergangenen Deutschen Meisterschaften für das Kugelstoßen (2014 und 2018) sowie den Weitsprung (2015) gegeben. Doch angesichts der Covid-19-Probleme wurde von den Auslagerungsplänen Abstand genommen, alle Wettbewerbe fanden im Braunschweiger Stadion statt.
Die Finals – Rhein-Ruhr 2020, welche zeitgleich stattfinden sollten, wurden abgesagt.
Die durch die Pandemie verursachten Trainingsrückstände, die Terminverschiebung sowie die Absage der internationalen Meisterschaften sowie zahlreicher Sportfeste machten sich bemerkbar: Viele Leistungen lagen nicht auf dem Niveau der vergangenen Jahre. Auch nahmen nicht alle Spitzenathleten an den Meisterschaften teil. Inwiefern das Fehlen der Zuschauer mit eine Rolle spielte, bleibt fraglich.

## Ausgelagerte Wettbewerbe
Aus zeitlichen und organisatorischen Gründen wird ein Teil der Wettbewerbe traditionell nicht während der Hauptveranstaltung ausgetragen. Erstmals sollte es Deutsche Staffelmeisterschaften geben, bei denen mit Ausnahme der 4-mal-100-Meter-Staffel alle Staffelwettbewerbe ausgetragen werden. Es war geplant in diesem Rahmen auch einige Staffelläufe neu in das Wettkampfprogramm aufzunehmen. Dieser Wettkampf wurde jedoch – wie viele andere auch – ersatzlos gestrichen.
Für folgende ausgelagerte Wettbewerbe standen bereits Ort und Termin fest:
- Crosslauf: 7. März 2020, Sindelfingen[6]
- 100-km-Straßenlauf: 28. März 2020, Grünheide – am 17. März 2020 abgesagt[7]
- Halbmarathon: 29. März 2020, Freiburg – am 10. März 2020 abgesagt[8]
- 6-Stunden-Lauf: 5. April 2020, Herne (DUV) – am 13. März 2020 abgesagt[9]
- Marathon: 26. April 2020, Hannover – am 23. März 2020 verschoben, es wird nach einem neuen Termin gesucht, womöglich noch im Herbst 2020.[10][11] am 5. Juni 2020 endgültig abgesagt[12]
- 10.000 m: 9. Mai 2020, Pliezhausen – am 17. März 2020 abgesagt[13]
- 20-km-Straßengehen: 16. Mai 2020, Naumburg – am 13. März 2020 abgesagt[14]
- Staffeln: 27. und 28. Juni 2020, Bochum-Wattenscheid – Anfang April 2020 ausgesetzt[15] und am 16. April 2020 abgesagt[16]
- Ultratrail: 1. August 2020, Ruhpolding – im Rahmen des Chiemgauer100 – am 5. Juni 2020 abgesagt,[12] Chiemgauer100 wurde ohne DM-Wertung durchgeführt
- Mehrkämpfe (Sieben- und Zehnkampf): 21. bis 23. August 2020, Vaterstetten[17]
- Bahngehen: 22. und 23. August 2020, Zella-Mehlis - abgesagt
- 10-km-Straßenlauf: 20. September 2020, Uelzen – am 5. Juni 2020 abgesagt[12]
- 24-Stunden-Lauf: 3./4. Oktober 2020, Schwindegg – am 2. Mai 2020 abgesagt[18], Austragung in Bernau bei Berlin als DUV-Challenge ohne DM-Wertung am 3./4. Oktober 2020t[19]
- Berglauf: 4. Oktober 2020, Zell am Harmersbach – am 5. Juni 2020 abgesagt[12]
- 50-km-Straßengehen: 10. Oktober 2020, Gleina – am 5. Juni 2020 abgesagt[12]
- 50-km-Straßenlauf: 8. November 2020, Bottrop – am 5. Juni 2020 abgesagt[12]

## Medaillengewinner
Die folgenden Übersichten fassen die Medaillengewinner und -gewinnerinnen zusammen. Eine ausführlichere Übersicht mit den jeweils ersten acht in den einzelnen Disziplinen findet sich unter dem Link Deutsche Leichtathletik-Meisterschaften 2020/Resultate.

### Frauen
| Disziplin                      | Gold                                                                 | Leistung                      | Silber                                                                 | Leistung                      | Bronze                                                      | Leistung                      |
| ------------------------------ | -------------------------------------------------------------------- | ----------------------------- | ---------------------------------------------------------------------- | ----------------------------- | ----------------------------------------------------------- | ----------------------------- |
| 100 m (Wind: ±0,0 m/s)         | Lisa-Marie Kwayie (Neuköllner Sportfreunde)                          | 11,30 s00                     | Rebekka Haase (Sprintteam Wetzlar)                                     | 11,34 s00                     | Lisa Nippgen (MTG Mannheim)                                 | 11,40 s00                     |
| 200 m (Wind: −0,7 m/s)         | Jessica-Bianca Wessolly (MTG Mannheim)                               | 23,07 s00                     | Laura Müller (LC Rehlingen)                                            | 23,14 s00                     | Lisa-Marie Kwayie (Neuköllner Sportfreunde)                 | 23,14 s00                     |
| 400 m                          | Corinna Schwab (LG Telis Finanz Regensburg)                          | 51,72 s00                     | Karolina Pahlitzsch (LG Nord Berlin)                                   | 51,88 s00                     | Ruth Sophia Spelmeyer (VfL Oldenburg)                       | 52,14 s00                     |
| 800 m                          | Christina Hering (LG Stadtwerke München)                             | 2:01,62 min                   | Tanja Spill (LAV Bayer Uerdingen/Dormagen)                             | 2:02,07 min                   | Katharina Trost (LG Stadtwerke München)                     | 2:02,27 min                   |
| 1500 m                         | Hanna Klein (LAV Stadtwerke Tübingen)                                | 4:13,71 min                   | Vera Coutellier (ASV Köln)                                             | 4:15,49 min                   | Caterina Granz (LG Nord Berlin)                             | 4:15,88 min                   |
| 5000 m                         | Alina Reh (SSV Ulm 1846)                                             | 16:08,33 min                  | Rabea Schöneborn (LG Nord Berlin)                                      | 16:18,57 min                  | Domenika Mayer (LG Telis Finanz Regensburg)                 | 16:19,00 min                  |
| 100 m Hürden (Wind: +0,5 m/s)  | Ricarda Lobe (MTG Mannheim)                                          | 13,24 s00                     | Anne Weigold (LG Mittweida)                                            | 13,31 s00                     | Monika Zapalska (LC Paderborn)                              | 13,33 s00                     |
| 400 m Hürden                   | Carolina Krafzik (VfL Sindelfingen)                                  | 55,89 s00                     | Djamila Böhm (ART Düsseldorf)                                          | 56,63 s00                     | Lisa Sophie Hartmann (VfL Sindelfingen)                     | 57,26 s00                     |
| 3000 m Hindernis               | Elena Burkard (LG farbtex Nordschwarzwald)                           | 9:50,31 min                   | Lea Meyer (VfL Löningen)                                               | 9:59,87 min                   | Agnes Thurid Gers (SC Berlin)                               | 10:02,85 min                  |
| Hochsprung                     | Christina Honsel (TV Wattenscheid 01)                                | 1,90 m                        | Alexandra Plaza (LT DSHS Köln)                                         | 1,87 m                        | Lavinja Jürgens (TSV Kranzegg)                              | 1,84 m                        |
| Stabhochsprung                 | Stefanie Dauber (SSV Ulm 1846) Ria Möllers (TSV Bayer 04 Leverkusen) | 4,40 m                        | –                                                                      | –                             | Lisa Ryzih (ABC Ludwigshafen)                               | 4,30 m                        |
| Weitsprung                     | Malaika Mihambo (LG Kurpfalz)                                        | 6,71 m                        | Maryse Luzolo (Königsteiner LV)                                        | 6,40 m                        | Merle Homeier (LG Göttingen)                                | 6,34 m                        |
| Dreisprung                     | Maria Purtsa (LAC Erdgas Chemnitz)                                   | 13,65 m                       | Jessie Maduka (ART Düsseldorf)                                         | 13,57 m                       | Caroline Joyeux (LG Nord Berlin)                            | 13,37 m                       |
| Kugelstoßen                    | Alina Kenzel (VfL Waiblingen)                                        | 17,96 m                       | Julia Ritter (TV Wattenscheid 01)                                      | 17,47 m                       | Yemisi Ogunleye (MTG Mannheim)                              | 16,62 m                       |
| Diskuswurf                     | Kristin Pudenz (SC Potsdam)                                          | 62,30 m                       | Claudine Vita (SC Neubrandenburg)                                      | 58,07 m                       | Julia Ritter (TV Wattenscheid 01)                           | 55,80 m                       |
| Hammerwurf                     | Carolin Paesler (TSV Bayer 04 Leverkusen)                            | 70,99 m                       | Samantha Borutta (TSG Mutterstadt)                                     | 66,20 m                       | Michelle Döpke (TSV Bayer 04 Leverkusen)                    | 62,99 m                       |
| Speerwurf                      | Christin Hussong (LAZ Zweibrücken)                                   | 63,93 m                       | Annika Marie Fuchs (SC Potsdam)                                        | 57,97 m                       | Lea Wipper (SC DHfK Leipzig)                                | 55,72 m                       |
| Siebenkampf                    | Carolin Schäfer (LG Eintracht Frankfurt)                             | 6319 P                        | Anna Maiwald (TSV Bayer 04 Leverkusen)                                 | 6112 P                        | Vanessa Grimm (Königsteiner LV)                             | 6047 P                        |
| Siebenkampf Mannschaftswertung | SWC RegensburgAnna-Lena Obermaier Isabel Mayer Marion Brunner        | 16.228 P                      | MTV LübeckJanina Lange Katharina Kemp Paula de Boer                    | 15.587 P                      | nur zwei Teams in der Wertung                               | nur zwei Teams in der Wertung |
| Crosslauf – 5,5 km             | Domenika Mayer (LG Telis Finanz Regensburg)                          | 21:24 min00                   | Deborah Schöneborn (LG Nord Berlin)                                    | 21:35 min00                   | Klara Koppe (LG Brillux Münster)                            | 21:39 min00                   |
| Crosslauf Mannschaftswertung   | LG Nord BerlinDeborah Schöneborn Rabea Schöneborn Luisa Boschan      | Pl.-Ziff. 14000 1:05:37 h0000 | LG Telis Finanz RegensburgDomenika Mayer Svenja Ojstersek Lisa Basener | Pl.-Ziff. 50000 1:08:49 h0000 | LG Region KarlsruheJohanna Flacke Melina Wolf Sarah Hettich | Pl.-Ziff. 50000 1:09:13 h0000 |

### Männer
| Disziplin                                  | Gold                                                                 | Leistung                      | Silber                                                          | Leistung                      | Bronze                                                                   | Leistung                      |
| ------------------------------------------ | -------------------------------------------------------------------- | ----------------------------- | --------------------------------------------------------------- | ----------------------------- | ------------------------------------------------------------------------ | ----------------------------- |
| 100 m (Wind: +0,1 m/s)                     | Deniz Almas (VfL Wolfsburg)                                          | 10,09 s00                     | Joshua Hartmann (ASV Köln)                                      | 10,23 s00                     | Julian Reus (Erfurter LAC)                                               | 10,26 s00                     |
| 200 m (Wind: −1,0 m/s)                     | Steven Müller (LG OVAG Friedberg-Fauerbach)                          | 20,79 s00                     | Robin Erewa (TV Wattenscheid 01)                                | 20,87 s00                     | Roger Gurski (LG Rhein-Wied)                                             | 20,91 s00                     |
| 400 m                                      | Marvin Schlegel (LAC Erdgas Chemnitz)                                | 45,79 s00                     | Manuel Sanders (LG Olympia Dortmund)                            | 46,00 s00                     | Patrick Schneider (LAC Quelle Fürth)                                     | 46,11 s00                     |
| 800 m                                      | Marc Reuther (LG Eintracht Frankfurt)                                | 1:46,97 min                   | Christoph Kessler (LG Region Karlsruhe)                         | 1:47,44 min                   | Dennis Biederbick (LG Eintracht Frankfurt)                               | 1:47,51 min                   |
| 1500 m                                     | Marius Probst (TV Wattenscheid 01)                                   | 3:52,47 min                   | Lukas Abele (SSC Hanau-Rodenbach)                               | 3:53,55 min                   | Marvin Heinrich (LG Eintracht Frankfurt)                                 | 3:54,13 min                   |
| 5000 m                                     | Mohamed Mohumed (LG Olympia Dortmund)                                | 14:02,75 min                  | Maximilian Thorwirth (SFD 75 Düsseldorf-Süd)                    | 14:05,46 min                  | Florian Orth (LG Telis Finanz Regensburg)                                | 14:06,43 min                  |
| 110 m Hürden (Wind: +0,2 m/s)              | Matthias Bühler (TV Haslach)                                         | 13,62 s00                     | Erik Balnuweit (TV Wattenscheid 01)                             | 13,77 s00                     | Georg Fleischhauer (LG Eintracht Frankfurt)                              | 13,86 s00                     |
| 400 m Hürden                               | Constantin Preis (VfL Sindelfingen)                                  | 49,57 s00                     | Emil Agyekum (SCC Berlin)                                       | 49,78 s00                     | Joshua Abuaku (LG Eintracht Frankfurt)                                   | 50,50 s00                     |
| 3000 m Hindernis                           | Karl Bebendorf (Dresdner SC)                                         | 8:42,42 min                   | Tim Stegemann (Erfurter LAC)                                    | 8:48,10 min                   | Martin Grau (Erfurter LAC)                                               | 8:51,09 min                   |
| Hochsprung                                 | Mateusz Przybylko (TSV Bayer 04 Leverkusen)                          | 2,28 m                        | Tobias Potye (LG Stadtwerke München)                            | 2,20 m                        | Jonas Wagner (Dresdner SC)                                               | 2,20 m                        |
| Stabhochsprung                             | Bo Kanda Lita Baehre (TSV Bayer 04 Leverkusen)                       | 5,75 m                        | Torben Blech (TSV Bayer 04 Leverkusen)                          | 5,50 m                        | Raphael Holzdeppe (LAZ Zweibrücken)                                      | 5,50 m                        |
| Weitsprung                                 | Maximilian Entholzner (LAC Passau)                                   | 7,96 m                        | Julian Howard (LG Region Karlsruhe)                             | 7,70 m                        | Bennet Vinken (Hamburger SV)                                             | 7,57 m                        |
| Dreisprung                                 | Max Heß (LAC Erdgas Chemnitz)                                        | 16,58 m                       | Felix Wenzel (SC Potsdam)                                       | 15,95 m                       | Vincent Vogel (LAC Erdgas Chemnitz)                                      | 15,52 m                       |
| Kugelstoßen                                | David Storl (SC DHfK Leipzig)                                        | 20,17 m                       | Simon Bayer (VfL Sindelfingen)                                  | 19,31 m                       | Dennis Lukas (LG Idar-Oberstein)                                         | 19,15 m                       |
| Diskuswurf                                 | Clemens Prüfer (SC Potsdam)                                          | 62,97 m                       | Daniel Jasinski (TV Wattenscheid 01)                            | 61,68 m                       | Henrik Janssen (SC Magdeburg)                                            | 59,88 m                       |
| Hammerwurf                                 | Tristan Schwandke (TV Hindelang)                                     | 70,85 m                       | Merlin Hummel (UAC Kulmbach)                                    | 69,53 m                       | Fabio Hessling (LAC Saarlouis)                                           | 67,05 m                       |
| Speerwurf                                  | Johannes Vetter (LG Offenburg)                                       | 87,36 m                       | Andreas Hofmann (MTG Mannheim)                                  | 77,35 m                       | Maurice Voigt (LG Ohra Energie)                                          | 70,84 m                       |
| Zehnkampf                                  | Malik Diakité (Hannover 96)                                          | 7641 P                        | Jan Ruhrmann (LAV Bayer Uerdingen/Dormagen)                     | 7601 P                        | Nico Beckers (Aachener TG)                                               | 7298 P                        |
| Zehnkampf Mannschaftswertung               |                                                                      |                               | keine Teams am Start                                            | keine Teams am Start          |                                                                          |                               |
| Crosslauf Mittelstrecke 4,4 km             | Simon Boch (LG Telis Finanz Regensburg)                              | 14:03 min00                   | Johannes Motschmann (SCC Berlin)                                | 14:05 min00                   | Konstantin Wedel (LG Telis Finanz Regensburg)                            | 14:08 min00                   |
| Crosslauf Mittelstrecke Mannschaftswertung | LG Telis Finanz RegensburgSimon Boch Konstantin Wedel Florian Orth   | Pl.-Ziff. 11000 42:40 min00   | SCC BerlinJohannes Motschmann Fabian Clarkson Hannes Liebach    | Pl.-Ziff. 19000 43:17 min00   | LG farbtex NordschwarzwaldTimo Benitz Marco Kern Marc Corin Steinsberger | Pl.-Ziff. 24000 43:33 min00   |
| Crosslauf Langstrecke 9,9 km               | Samuel Fitwi Sibhatu (LG Vulkaneifel)                                | 32:34 min00                   | Simon Boch (LG Telis Finanz Regensburg)                         | 33:39 min00                   | Maximilian Zeus (LG Telis Finanz Regensburg)                             | 33:44 min00                   |
| Crosslauf Langstrecke Mannschaftswertung   | LG Telis Finanz RegensburgSimon Boch Maximilian Zeus Moritz Beinlich | Pl.-Ziff. 21000 1:43:38 h0000 | SG WendenSimon Huckestein Jonas Hoffmann Frederick Jonas Wehner | Pl.-Ziff. 42000 1:47:16 h0000 | LG Region KarlsruheJan-Lukas Becker Jannik Arbogast Domenik Hahn         | Pl.-Ziff. 46000 1:47:53 h0000 |

## Videolinks
- In der Hitze von Braunschweig – Die Highlights der Leichtathletik-DM 2020, ZDF, youtube.com, abgerufen am 20. April 2021
- Beste Leichtathletin DM Braunschweig 2020, youtube.com, abgerufen am 20. April 2021
- Videoclips: Cross-DM 2020 Sindelfingen, 7. März 2020 auf leichtathletik.de 7. März 2020, abgerufen am 11. März 2020